# Skoki do wody na Letnich Igrzyskach Olimpijskich 1964
Wyniki zawodów w skokach do wody, które zostały rozegrane podczas Letnich Igrzysk Olimpijskich 1964 w Rzymie. Rywalizacja trwała w dniach 11–18 października. Wzięło w niej udział 80 skoczków, w tym 34 kobiety i 46 mężczyzn z 20 krajów. Polacy nie startowali.

## Mężczyźni
| Konkurencja    | Złoto              | Wynik  | Srebro        | Wynik  | Brąz               | Wynik  |
| Trampolina 3 m | Kenneth Sitzberger | 159,90 | Frank Gorman  | 157,63 | Lawrence Andreasen | 143,77 |
| Wieża 10 m     | Bob Webster        | 148,58 | Klaus Dibiasi | 147,54 | Tom Gompf          | 146,57 |

## Kobiety
| Konkurencja    | Złoto               | Wynik  | Srebro              | Wynik  | Brąz               | Wynik  |
| Trampolina 3 m | Ingrid Engel-Krämer | 145,00 | Jeanne Collier      | 138,36 | Patsy Willard      | 138,18 |
| Wieża 10 m     | Lesley Bush         | 99,80  | Ingrid Engel-Krämer | 98,45  | Galina Aleksiejewa | 97,60  |

## Klasyfikacja medalowa
| Lp. | Reprezentacja     |   |   |   | Razem |
| --- | ----------------- | - | - | - | ----- |
| 1.  | Stany Zjednoczone | 3 | 2 | 3 | 8     |
| 2.  | Niemcy            | 1 | 1 | 0 | 2     |
| 3.  | Włochy            | 0 | 1 | 0 | 1     |
| 4.  | ZSRR              | 0 | 0 | 1 | 1     |